# М'яка сила
Soft power, може також посилатись на м'яке перемикання потужності, на відміну від жорсткого вимикача живлення комп'ютера.
М'яка сила (англ. soft power — можна перекласти м'яка сила, м'яка влада, м'яка міць) — концепція, розвинена Джозефом Наєм для опису можливості отримати бажане через кооптацію (співробітництво) і привабливість на відміну від «твердої сили», тобто застосування примусових заходів або прямої оплати.

## Загальна характеристика
Під «м'якою силою» мається на увазі здатність держави домагатися своїх цілей за рахунок привабливості власної культури, суспільно-політичних цінностей — на противагу «жорсткій силі», ґрунтованій на військовому і економічному тиску. Це поняття уперше сформулював Джозеф Най-молодший, професор Гарвардського інституту державного управління імені Джона Ф. Кеннеді. «Країна може досягати бажаних для себе результатів у світовій політиці, тому що інші країни — захоплюючись її цінностями, наслідуючи її приклад, прагнучи до її рівня процвітання і відкритості — хочуть йти за нею», — писав американський політолог у своїй книзі «М'яка сила: засіб досягнення успіху у світовій політиці».
Це термін міжнародної політики, що має глибоке філософське коріння. Так, ідея привабливості і притягання як форми сили походить від стародавніх китайських філософів, таких як Лао-цзи, 7 століття до н.е.:
Вода — найм'якша і найслабша річ у світі, але в подоланні твердого та міцного вона непереможна, і на світі немає їй рівного. Слабкі перемагають сильних, м'яке долає тверде. Це ще один парадокс: те, що м'яке, є сильним.— Лао Цзи
М'якою силою можуть володіти і користуватися не лише держави, а і всі суб'єкти міжнародної політики, такі, як НУО або міжнародні установи.

## Походження
Термін належить Джозефу Най із Гарвардського університету в книзі, написаній у 1990-му: Bound to Lead: The Changing Nature of American Power. Він розвинув цю концепцію у своїй наступній книзі, написаній у 2004 році: М'яка сила: засіб досягнення успіху у світовій політиці. Термін зараз широко використовується в міжнародних справах, аналітиками і державними діячами.

## Етичні питання
Оскільки м'яка сила з'явилась як альтернатива твердій силовій політиці, вона більше до вподоби етично налаштованим вченим і політикам. Але м'яка сила це описова, а не нормативна концепція. Як і будь-яка форма сили, вона може використовуватись і в добрих, і в злих цілях. І хоча м'яка сила може бути використана з недобрими намірами і привести до жахливих наслідків, вона відрізняється від твердої сили своїми засобами. Виходячи з цього можна скласти нормативний аргумент для більш широкого використання м'якої сили у світі.

## Додаткова література
- Мателешко Ю. П. «М’яка сила» сусідніх держав в Україні: загальне та особливе. Геополітика України: історія і сучасність: збірник наукових праць. 2021. Вип. 2 (27). С. 55-66.
- Giulio Gallarotti, Cosmopolitan Power in International Relations: A Synthesis of Realism, Neoliberalism, and Constructivism, NY: Cambridge University Press, 2010, how hard and soft power can be combined to optimize national power
- Giulio Gallarotti, The Power Curse: Influence and Illusion in World Politics, Boulder, CO.: Lynne Rienner Press, 2010, an analysis of how the over reliance on hard power can diminish the influence of nations
- Giulio Gallarotti. «Soft Power: What it is, Why itâs Important, and the Conditions Under Which it Can Be Effectively Used» Journal of Political Power (2011) [Архівовано 29 червня 2011 у Wayback Machine.]
- Soft Power and US Foreign Policy: Theoretical, Historical and Contemporary Perspectives, ed Inderjeet Parmar and Michael Cox, Routledge, 2010
- Steven Lukes, "Power and the battle for hearts and minds: on the bluntness of soft power, " in Felix Berenskoetter and M.J. Williams, eds. Power in World Politics, Routledge, 2007
- Janice Bially Mattern, "Why Soft Power Is Not So Soft, " in Berenskoetter and Williams
- J.S. Nye, "Notes for a soft power research agenda, " in Berenskoetter and Williams
- Young Nam Cho and Jong Ho Jeong, "China's Soft Power, " Asia Survey,48,3,pp 453-72
- Yashushi Watanabe and David McConnell, eds, Soft Power Superpowers: Cultural and National Assets of Japan and the United States, London, M E Sharpe, 2008
- Ingrid d'Hooghe, "Into High Gear: China's Public Diplomacy’, The Hague Journal of Diplomacy, No. 3 (2008), pp. 37-61.
- Ingrid d'Hooghe, «The Rise of China's Public Diplomacy», Clingendael Diplomacy Paper No. 12, The Hague, Clingendael Institute, July 2007, ISBN 978-90-5031-1175,36 pp.
- "Playing soft or hard cop, " The Economist, January 19, 2006
- Y. Fan, (2008) «Soft power: the power of attraction or confusion», Place Branding and Public Diplomacy, 4:2, available at http://bura.brunel.ac.uk/handle/2438/1594 [Архівовано 30 вересня 2011 у Wayback Machine.]
- Bruce Jentleson, «Principles: The Coming of a Democratic Century?» from American Foreign Policy: The Dynamics of Choice in the 21st Century
- Jan Melissen, "Wielding Soft Power, " Clingendael Diplomacy Papers, No 2, Clingendael, Netherlands, 2005
- Chicago Council on Global Affairs, «Soft Power in East Asia» June 2008
- Joseph Nye, The Powers to Lead, NY Oxford University Press, 2008
- Nye, Joseph, Soft Power: The Means to Success in World Politics [Архівовано 19 червня 2013 у Wayback Machine.]
- Joshua Kurlantzick, Charm Offensive: How China's Soft Power is Transforming the World (Yale University Press, 2007). Analysis of China's use of soft power to gain influence in the world's political arena.
- John McCormick The European Superpower (Palgrave Macmillan, 2006). Argues that the European Union has used soft power effectively to emerge as an alternative and as a competitor to the heavy reliance of the US on hard power.
- Matthew Fraser, Weapons of Mass Distraction: Soft Power and American Empire (St. Martin's Press, 2005). Analysis is focused on the pop culture aspect of soft power, such as movies, television, pop music, Disneyland, and American fast-food brands including Coca-Cola and McDonald's.
- Middle East Policy Journal: Talking With a Region [Архівовано 30 квітня 2011 у Wayback Machine.]